# Колцу Корниј (Јаши)
Колцу Корниј (рум. Colțu Cornii) насеље је у Румунији у округу Јаши у општини Грозешти. Oпштина се налази на надморској висини од 29 m.

## Становништво
Према подацима из 2002. године у насељу је живело 530 становника, од којих су сви румунске националности.